# Rinsumageester Bos
Het Rinsumageester Bos (Fries: Geastmer Bosk, [’ɡɪ.əstmr bosk]) is een bos en natuurrecreatiegebied in de Nederlandse gemeente Dantumadeel, in de provincie Friesland. Het is gelegen ten oosten van het dorp Rinsumageest en ten noorden van Damwoude.
Het bos werd rond 1970 aangelegd en wordt soms ook wel geduid als het Bos van Rinsumageest. Het natuurpad dat erdoorheen loopt wordt ook Door Het Bos Van Rinsumageest genoemd. Daarnaast is er ook een ruiterpad dat door het bos loopt en twee meertjes die gelegen zijn te midden van het bos.
In het gebied van waar nu het bos is gelegen waren in het verleden de Melkema State en Eysinga State gevestigd. Deze voormalige stins zijn in de 18e en 19e eeuw verdwenen. 